# Divizia A 1987-1988
La Divizia A 1987-1988 è stata la 70ª edizione della massima serie del campionato di calcio rumeno, disputato tra il 23 agosto 1987 e il 22 giugno 1988 e concluso con la vittoria finale della Steaua București, al suo tredicesimo titolo e quarto consecutivo.
Capocannoniere del torneo fu Victor Pițurcă (Steaua București), con 34 reti.

## Formula
Come nella stagione precedente le squadre partecipanti furono 18 e disputarono un turno di andata e ritorno per un totale di trentaquattro partite.
Le ultime tre classificate retrocedettero in Divizia B.
Le qualificate alle coppe europee furono quattro: la vincente alla coppa dei Campioni 1988-1989, terza e quarta alla Coppa UEFA 1988-1989 e la finalista della coppa di Romania alla coppa delle Coppe 1988-1989.

## Classifica finale
|    | Classifica            | G  | V  | N | P  | GF  | GS | Dif | Pt |
| -- | --------------------- | -- | -- | - | -- | --- | -- | --- | -- |
| 1  | Steaua București      | 34 | 30 | 4 | 0  | 114 | 18 | +96 | 64 |
| 2  | Dinamo București      | 34 | 30 | 3 | 1  | 107 | 25 | +82 | 63 |
| 3  | Victoria București    | 34 | 18 | 4 | 12 | 58  | 41 | +17 | 40 |
| 4  | Oțelul Galați         | 34 | 18 | 3 | 13 | 49  | 46 | +3  | 39 |
| 5  | Universitatea Craiova | 34 | 16 | 4 | 14 | 61  | 51 | +10 | 36 |
| 6  | Flacăra Moreni        | 34 | 13 | 7 | 14 | 40  | 48 | -8  | 33 |
| 7  | Corvinul Hunedoara    | 34 | 13 | 4 | 17 | 54  | 63 | -9  | 30 |
| 8  | FCM Brașov            | 34 | 11 | 7 | 16 | 47  | 51 | -4  | 29 |
| 9  | FC Argeș Pitești      | 34 | 11 | 7 | 16 | 41  | 47 | -6  | 29 |
| 10 | U Cluj                | 34 | 11 | 7 | 16 | 39  | 54 | -15 | 29 |
| 11 | ASA Târgu Mureș       | 34 | 13 | 3 | 18 | 49  | 66 | -17 | 29 |
| 12 | SC Bacău              | 34 | 10 | 9 | 15 | 37  | 54 | -17 | 29 |
| 13 | Rapid București       | 34 | 10 | 9 | 15 | 36  | 58 | -22 | 29 |
| 14 | Sportul Studențesc    | 34 | 10 | 8 | 16 | 43  | 50 | -7  | 28 |
| 15 | FC Olt Scornicești    | 34 | 12 | 4 | 18 | 38  | 63 | -25 | 28 |
| 16 | Politehnica Timișoara | 34 | 10 | 6 | 18 | 35  | 53 | -18 | 26 |
| 17 | Petrolul Ploiești     | 34 | 10 | 6 | 18 | 25  | 52 | -27 | 26 |
| 18 | CSM Suceava           | 34 | 10 | 5 | 19 | 39  | 69 | -30 | 25 |

### Verdetti
- Steaua București Campione di Romania 1987-88.
- Politehnica Timișoara, Petrolul Ploiești e CSM Suceava retrocesse in Divizia B.

### Qualificazioni alle Coppe europee
- Coppa dei Campioni 1988-1989: Steaua București qualificato.
- Coppa UEFA 1988-1989: Victoria București e Oțelul Galați qualificate.